# Lisianski
Lisianski é uma das ilhas que compõem as Ilhas de Sotavento, no  Arquipélago do Havaí, tendo uma área de 1,5 km². É parte do estado norte-americano de Havaí.
Recebeu o seu nome em homenagem ao oficial russo Yuri Lisyansky, navegador e explorador do Pacífico.
Lisianski é uma ilha baixa de origem vulcânica muito erodida. A área total é de 1,56 km², mas unidos à ilha estão os baixios Neva, que atingem uma área de 979 km². Do mesmo modo que a ilha Laysan, a ilha Lisianski foi cedida pelo reino do Havaí para a exploração de guano, tendo também sido caçadas muitas aves para comércio de plumas. Em 1909, o presidente Theodore Roosevelt incluiu-a numa reserva natural para protecção de aves.